# CRAZY ABOUT YOU
「CRAZY ABOUT YOU」（クレイジー・アバウト・ユー）は、女性アイドルグループミニモニ。の6枚目のシングル。

## 内容
前作から5か月ぶりとなるシングル。
今までのミニモニ。のイメージとは大きく異なった大人のイメージのある楽曲になっている。

## 収録曲
全作詞・作曲：つんく
1. CRAZY ABOUT YOU
編曲：田中直
2. 恋愛一周年
編曲：AKIRA
3. CRAZY ABOUT YOU (オリジナル・カラオケ)

## 参加ミュージシャン
CRAZY ABOUT YOU
- プログラミング：田中直
- コーラス：つんく・竹内浩明

恋愛一周年
- プログラミング&コーラス：AKIRA
- コーラス：つんく